# Những chiếc đàn Ghita hát
Những chiếc đàn Ghita hát (tiếng Nga: Поющие гитары [pʌˈjuʃʲːiə ɡʲiˈtarɨ], phiên âm La Tinh: Poyushchie Gitary) là một ban nhạc rock và pop đầu tiên của Liên Xô đầu tiên gặt hái được thành công vang dội trong lĩnh vực âm nhạc tại Liên Xô, Đông Âu và các quốc gia khác. Nhóm nhạc này được biết đến nhiều nhất bởi hai nhạc phẩm "Bài ca màu xanh" (Синяя песня) và "Bài ca của người đạp xe" (Песенка велосипедистов). Ảnh hưởng của "Những chiếc đàn Ghita hát" lớn đến mức họ đã trở thành khuôn mẫu cho các nhóm nhạc VIA trong nửa cuối thập niên 1960 - nửa đầu thập niên 1970 và là cảm hứng cho nhiều thế hệ đàn em sau đó. Vì vậy, họ thường được so sánh với ban nhạc Anh lừng tiếng Beatles và mang biệt danh là "Beatles của Liên Xô", giống trường hợp của các ban nhạc Illés của Hungary và Những chiếc đàn Ghita Đỏ của Ba Lan.

## Lịch sử
Nhóm nhạc được thành lập tại Leningrad vào năm 1966. Ngày 5 tháng 10 cùng năm, nhóm nhạc chính thức biểu diễn lần đầu trước công chúng tại khán đài của Học viện Cơ khí Quân sự. Năm sau (1967), nhóm nhạc thực hiện những bản ghi âm đầu tiên tại hãng thu âm Melodiya. Từ sau đó, danh tiếng của "Những chiếc đàn Ghita hát" càng lúc càng tăng lên, có năm họ thực hiện đến 350-400 концертов-аншлагов. Ngay cả giới âm nhạc Tây phương cũng công nhận khả năng của nhóm, nhận định là "phức điệu giọng ca ngoạn mục và trình diễn nhiều bài hát một cách rất dí dỏm". Năm 1975, "Những chiếc đàn Ghita hát" tham gia buổi ghi âm nhạc rock opera đầu tiên của Liên Xô dưới sự chỉ đạo của Semon Arkadyevich Shnayder, trình diễn nhạc phẩm Orpheas và Euridika của nhà soạn nhạc Aleksandr Borisovich Zhurbin
Nhiều thành viên của nhóm nhạc về sau cũng gặt hái được nhiều thành công trong sự nghiệp cá nhân trên các lĩnh vực như ca hát, biên soạn nhạc phẩm, cải biên nhạc, nhạc trưởng, tỉ như Yuriy Antonov, Albert Asadullin, Irina Ponarovskaya, Valentin Badyarov Lưu trữ ngày 8 tháng 12 năm 2016 tại Wayback Machine, Algirdas Paulavichyus, Grigoriy Kleymits, Valeriy Brovko, Galina Baranova...
Tuy nhiên, đến đầu thập niên 1980, danh tiếng của nhóm nhạc bắt đầu xuống dốc và nhân sự của nhóm có nhiều sự thay đổi lớn. Nhóm nhạc bắt đầu chuyển sang nghiên cứu thể loại rock opera và đến năm 1985 thì chuyển sang công tác trong nhà hát kịch rock opera tại Leningrad. Đầu năm 1997, "Những chiếc đàn Ghita hát" bất ngờ tái hợp và bắt đầu trình diễn lại những bản nhạc của họ trong suốt 30 năm hoạt động. Các buổi biểu diễn của họ nhận được sự hưởng ứng tích cực từ khán thính giả, tuy nhiên trong thời gian này nhóm nhạc cũng liên tiếp nhận được nhiều tin buồn: năm 1998 nhà soạn nhạc Grigoriy Kleymits qua đời, năm 2002 ca sĩ kiêm nhạc công ghita Aleksandr Fodorov bỏ nhóm và chuyển sang định cư hẳn ở Canada, năm 2004 ca sĩ Olga Levitskaya qua đời. Tuy nhiên, trong thời gian này, nhóm đã tuyển một được một số thành viên mới thuộc thế hệ trẻ, tỉ như nhạc công ghita Valeriy Kocheguro và ca sĩ Milena Vavilova. Trong số những sô diễn gần đây nhất của "Những chiếc đàn Ghita hát" là buổi biểu diễn trong chương trình truyền hình "Tiếng hát sống" (Zhivoy zvuk) chỉ trước vài ngày khi Olga Levitskaya qua đời, và buổi biểu diễn kỷ niệm 40 năm thành lập nhóm nhạc vào ngày 15 tháng 10 năm 2006 tại Nhà hát Lớn "Tháng Mười" (Большой концертный зал «Октябрьский») ở Sankt-Peterburg.

### Vụ rắc rối về vấn đề tác quyền với nhóm nhạc "Argonauts"
Trong danh sách các nhạc phẩm của "Những chiếc đàn Ghita hát" có một bài ca mang tên "Salaspils" (Саласпилс), nói về sự đau thương và những bi kịch của một vùng quê nước Latvia trong thời điểm bị Đức Quốc xã chiếm đóng, tại đây có một trại tập trung khét tiếng của phát xít Đức nơi một nửa số trẻ em chết vì bệnh tật và thiếu dinh dưỡng. Bài hát này vốn do nhà thơ Yakova Golyakova viết lời và do Aleksandr Timoshenko - ca sĩ chính của nhóm nhạc "Argonauts" - phổ nhạc. "Salapsis" được nhóm Argonauts trình diễn lần đầu tiên vào tháng 12 năm 1969 trong một buổi liên hoan kỷ niệm ngày lễ của giới sinh viên, và bài hát sau đó nhanh chóng được phổ biến trong khu vực, được trình diễn lại bởi nhiều nhóm nhạc khác nhau, trong đó có một phiên bản của "Những chiếc đàn Ghita hát" với phần lời bài hát được thay đổi chút ít, thêm một phần nhạc đệm không lời và phần nhạc được nhạc công piano Eduard Kuziner chỉnh sửa chút ít. Tuy nhiên, khi "Những chiếc đàn Ghita hát" đăng ký bài hát này trong danh sách thu âm, thì nhóm "Argonauts" tuyên bố chính mình mới là chủ sở hữu của bản quyền bài hát, viện dẫn tài liệu của hãng thu âm "Melodiya" cho thấy Timoshenko và Kuziner được liệt kê là đồng tác giả của bài hát, qua đó chứng minh được việc sở hữu bản quyền bài hát. Sự kiện này được cho là vụ kiện tác quyền thành công đầu tiên trong lịch sử Liên Xô.

## Danh sách thành viên

### Thành viên chủ chốt
- Anatoliy Vasiliyev - ca sĩ, nhạc công ghita chính, người sáng lập nhóm nhạc
- Semyon Shnayder (Dobrov) - nhạc công ghita chính, chỉ đạo âm nhạc
- Lev Vildavskiy - nhạc công organ
- Irina Ponarovskaya, Valeriy Stupachenko, Aleksandr Fodorov - ca sĩ
- Yevgeniy Bronevitskiy - ca sĩ, nhạc công ghita đệm
- Yuriy Ivanenko - nhạc công thổi sáo và ghita đệm
- Vladimir Kalinin - ca sĩ và nhạc công ghita nhịp
- Algirdas Paulavichyus - nhạc công thổi sáo và organ
- Grigoriy Kleymits - ca sĩ, nhạc công organ, người phối nhạc, chỉ đạo âm nhạc
- Edgar Bernshteyn - nhạc công trumpet, chuyên viên kỹ thuật về radio
- Sergey Lavrovskiy - ca sĩ, người chơi trống

### Thành viên khác
- Yuriy Antonov - ca sĩ, nhạc công organ
- Valentin Badiyarov - nhạc công ghita và vĩ cầm, ca sĩ
- Galina Baranova - ca sĩ
- Vladimir Vasiliyev - nhạc công đánh đệm, ca sĩ
- Bogdan Vivcharovskiy - ca sĩ
- Yuriy Ivanov - nhạc công ghita và sáo, ca sĩ
- Tatiyana Kalinina - ca sĩ
- Eduard Kuziner - nhạc công organ
- Olga Levitskaya - ca sĩ
- Oleg Moshkovich - ca sĩ, nhạc công organ
- Stefan Petraki - ca sĩ, nhạc công organ
- Yelena Fedorova - ca sĩ

## Danh sách bài hát
Những bài hát của "Những chiếc đàn Ghita hát" chịu nhiều ảnh hưởng hoặc là bản cải biên, phối lại của các bài hát thuộc các nhóm nhạc nổi tiếng khác trên thế giới (tỉ như The Shadows, Ventures, The Beatles, The Tremeloes, ca sĩ Gianni Morandi,...) cũng như các bài dân ca Nga và dân ca Di-gan.
- "Bài ca màu xanh" (Синяя песня), lời tiếng Nga của Alberta Azizova, lời gốc của Keller-Khanter, nhạc gốc được Neil Sedaka biểu diễn lần đầu năm 1959 với tên là "One way ticket" hay "To the Blue"[7].
- "Bài ca người đạp xe" (Песенка велосипедистов), cải biên lại từ bài hát "Một người yên lặng" (Uno tranquillo) của Riccardo Del Turco. Trước đó có các phiên bản tiếng Anh là "Suddenly You Love Me" của The Tremeloes, bản tiếng Pháp là "Siffler sur la colline" của Joe Dassin, phiên bản tiếng Do Thái là "להשתטות לפעמים".
- "Ngày chủ nhật" (Воскресенье), cải biên lại từ bài "Beautiful Sunday" của Daniel Boone.
- "Có một anh chàng" (Был один парень), cải biên lại từ bài "Từng có một anh chàng yêu thích The Beatles" (C`era un ragazzo che come me amava I Beatles) của Gianni Morandi.
- "Nhóm nhạc kèn đồng" (Духовые оркестры), cải biên lại từ bài Orkiestry dete của Halina Kunicka[8]
- "Vùng đất của người da đỏ" (Индейская резервация), nhạc của John D. Loudermilk, lời tiếng Nga của Ya.Golyakov, cải biên từ bài cùng tên (Indian Reservation) của nhóm nhạc The Raiders.
- "Leningrad" (Ленинград), cải biên lại từ bài "La complainte de l` heure de pointe" của Joe Dassin.
- "Apache" (Апачи), cải biên lại từ bài cùng tên của The Shadows.
- "Torrero" (Торреро), cải biên lại từ bài "The Savage" của The Shadows.
- "Chú chim xanh" (Синяя птица), cải biên lại từ bài "Ống tiêu hòa bình" (Peace Pipe) của The Shadows.
- "Cô gái Di-gan" (Цыганочка), cải biên lại từ bài "Man of Mystery" của The Shadows.
- "Người ta gặp nhau" (Люди встречаются), cải biên lại từ bài «Fekete Vonat» của Peter Poor (có cả bản lời tiếng Nga của Janos Koosh mang tên là "Chiến xe lửa đen" - Чёрный поезд).
- "Ngày chủ nhật đáng yêu" (Прекрасное воскреснье), cũng là cải biên lại từ bài «Beautiful Sunday» của Daniel Boone.
- "Tolstyy Karlsson" (Толстый Карлссон), cải biên lại từ bài "Con sông vàng" (Yellow River) của Jeff Christie (phiên bản tiếng Pháp là bài "Người Mỹ" (L `Amerique) của Joe Dassin).[9]
- "Ba phút tới cái chết" (Три минуты до смерти), cải biên lại từ bài "Ba phút cuối cùng" (Les trois dernières phút) của Pascal Danel.

## Danh sách đĩa hát
Nguồn:
| Mã số/Năm                       | Tên                                                                                             | Bài hát | Ghi chú |
| Đĩa ghi âm                      | Đĩa ghi âm                                                                                      | Đĩa ghi âm | Đĩa ghi âm                                                                                                  |
| ------------------------------- | ----------------------------------------------------------------------------------------------- | --- | --- |
| GD-000853-54 1968               |                                                                                                 | - "Ngạc nhiên" (Сюрприз) - "Torero" (Тореро) - "Cô gái Di-gan" (Цыганочка) - "Chú chim xanh" (Синяя птица) | Phối nhạc bởi A. N. Vasiliyev                                                                               |
| D-24317-18 1968                 | "Bài ca - đây là điều quan trọng, hỡi những người bạn của tôi !" (Песня — это главное, друзья!) | - "Bài ca - đây là điều quan trọng, hỡi những người bạn của tôi !" (Песня — это главное, друзья!, Ya. Dubravin - C. Fogelson) - "Chú chim xanh" (Синяя птица, phối nhạc bởi A. Vasiliyev) - "Torero" (Тореро, phối nhạc bởi A. Vasiliyev) - "Những con đường" (Дороги, A. G. Novikov - L. Oshanin) - "Apache" (Аппачи, phối nhạc bởi A. Vasiliyev) - "Bài ca người đạp xe" (Песенка велосипедистов, cải biên lại từ nhạc của "The Tremeloes", lời tiếng Nga của P. Vatnik) - "Thành phố buổi chiều" ('Вечерний город, M. Tariverdyev) - "Ngạc nhiên (Сюрприз, phối nhạc bởi A. Vasiliyev) - "Khúc nhạc đêm" (Ноктюрн, M. Tariverdyev, hát bởi Ye. Fedorova) - "Cô gái Di-gan" (Цыганочка, phối nhạc bởi A. Vasiliyev) - "Rời chuyến tàu" (Ты уходишь, как поезд, nhạc của M. Tariverdyev, lời của Ye. Yevtushenko, hát bởi Ye. Fedorova) | пластинка                                                                                                   |
| GD-0001389-90 1969              |                                                                                                 | - "Bài ca - đây là điều quan trọng, hỡi những người bạn của tôi !" (Песня — это главное, друзья!, Ya. Dubravin - C. Fogelson) - "Những con đường" (Дороги, A. G. Novikov - L. Oshanin) - "Bài ca người đạp xe" (Песенка велосипедистов, cải biên lại từ nhạc của "The Tremeloes", lời tiếng Nga của P. Vatnik) - "Apache" (Аппачи, phối nhạc bởi A. Vasiliyev) | пластинка-миньон                                                                                            |
| 33GD-0002261 1970               |                                                                                                 | - "Bài ca màu xanh" (Синяя песня, phối nhạc bởi A. Vasiliyev - A. Azitov) | |
| 33D-00029207 1970               |                                                                                                 | - "Bài ca màu xanh" (Синяя птица, phối nhạc bởi A. Vasiliyev - A. Azitov) - "Chạng vạng" (Сумерки, A. Vasiliyev - K. Ryzhov) | |
| 33GD-0002207-08 D-00029265 1970 |                                                                                                 | - "Chú chim xanh" (Синяя птица, phối nhạc bởi A. Vasiliyev) - "Chạng vạng" (Сумерки, A. Vasiliyev - K. Ryzhov) - "Bộ ba" (Тройка, dân ca Nga, phối nhạc bởi A. Vasiliyev) | пластинка-миньон                                                                                            |
| GD-0002571 1971                 |                                                                                                 | - "Nhìn trông" (Проводы, A. Kolker - K. Ryzhov) - "Chúng ta chia tay" (Мы расстались, dân ca Moldova) | |
| 33D-00030703-4 1972             |                                                                                                 | - "Nhìn trông" (Проводы, A. Kolker - K. Ryzhov) - "Chúng ta chia tay" (Мы расстались, dân ca Moldova) - "Carlson" (Карлсон, nhạc J. Christie - lời tiếng Nga I. Reznik) - "Bạn không xinh đẹp" (Нет тебя прекрасней, Yu. Antonov - A. Azizov, M. Belyakov) | пластинка-миньон                                                                                            |
| 33D-00031869 1972               | "Mọi người đều yêu thích bài hát, số 15" (Всем, кто любит песню №15)                            | - "Bạn không xinh đẹp" (Нет тебя прекрасней, Yu. Antonov - A. Azizov, M. Belyakov) | |
| GD-0003061 D-00033017 1972      |                                                                                                 | - "Ngày chủ nhật đáng yêu" (Прекрасное воскресенье, nhạc Daniel Boone - lời tiếng Nga M. Belyakov) - "Chú chim oanh" (Соловей, dân ca Chile - lời tiếng Nga bởi Ya. Golyakov) | пластинка-миньон                                                                                            |
| GD-0003793-4 33D-00035145 1973  |                                                                                                 | - "Salaspils" (Саласпилс, nhạc A. Timoshenko, E. Kuziner - lời Ya. Golyakova) - "Sông Neman êm đềm" (Тихо течёт Неман, dân ca Litva - phối nhạc bởi A. Paulavichyus) | пластинка-миньон                                                                                            |
| 33SM-04471-72 1973              |                                                                                                 | - "Salaspils" (Саласпилс, nhạc A. Timoshenko, E. Kuziner - lời Ya. Golyakova) - "Ngày chủ nhật" (Воскресный день, nhạc Daniel Boone - lời tiếng Nga M. Belyakov) | пластинка-миньон                                                                                            |
| 33S90-04853-4 1974              | "Những dàn hợp xướng ca múa nhạc Xô Viết" (Conjuntos sovieticos vocales e instrumentales)       | - "Carlson" (Карлсон, nhạc J. Christie - lời tiếng Nga I. Reznik) - "Bài ca người đạp xe" (Песенка велосипедистов, cải biên lại từ nhạc của "The Tremeloes", lời tiếng Nga của P. Vatnik) - "Apache" (Аппачи, phối nhạc bởi A. Vasiliyev) - "Bạn không xinh đẹp" (Нет тебя прекрасней, Yu. Antonov - A. Azizov, M. Belyakov) - "Những con đường" (Дороги, A. G. Novikov - L. Oshanin) | Thu âm chung với các nhóm nhạc "Những anh chàng vui nhộn" (Веселые ребята) và "Những viên ngọc" (Самоцветы) |
| S62-4911-12 1974                |                                                                                                 | - "Salaspils" (Саласпилс, nhạc A. Timoshenko, E. Kuziner - lời Ya. Golyakova) | Tuyển tập những bài hát Liên Xô                                                                             |
| 33D-00034081                    |                                                                                                 | - "Vẻ đẹp kín đáo" (Неприметная красота, A. Morozov - M. Ryabinin) | |
| G62-05225-6 1976                | Tuyển tập bài hát của Aleksandr Morozov (Песни Александра Морозова)                             | - "Và tôi hát" (А я пою, A. Morozov - K. Ryzhov) - "Sai lầm của tôi" (Моя вина, A. Morozov - Yu. Bobrov) - "Cây mận chim bên sông" (У реки черёмуха, A. Morozov - V. Kharitonov) | Đĩa hát cuối cùng ghi âm theo dạng пластинка-миньон                                                         |
| G62-05345-6 1976                |                                                                                                 | - "Mười ngày" (Десять дней, E. Kuziner - M. Ryabinin) | Tuyển tập các nhạc phẩm của các dàn hợp xướng ca múa nhạc Xô Viết                                           |
| G92-05393 1976                  | Tạp chí "Viễn cảnh" số 5                                                                        | - Phiên bản thu nhỏ của vở nhạc kịch "Orpheas và Euridika" | Nhạc kịch rock opera Đĩa hát kép                                                                            |
|                                 | "Huyền thoại Flanders" (Фламандская Легенда)                                                    | - Nhạc kịch về cuộc đời của danh hài huyền thoại Till Eulenspiegel | |
| C60-13833-6 1980                | "Orpheas và Euridika" (Орфей и Эвридика)                                                        | - Nhạc kịch "Orpheas và Euridika" (nhạc A. Zhurbin - lời Yu. Dimitrina) | Gồm 2 phần                                                                                                  |
| C60-24403-000 1986              | "Nơi gặp mặt" (Место встречи "Дискотека")                                                       | - "Bạn không xinh đẹp" (Нет тебя прекрасней, Yu. Antonov - A. Azizov, M. Belyakov) | Disco |
| Đĩa CD                          |                                                                                                 | | |
| CD 90018 1996                   | "30 năm Những chiếc đàn Ghita hát" (Поющим гитарам 30 Лет)                                      | - "Apache" (Аппачи) - "Bài ca người đạp xe" (Песенка велосипедистов) - "Lãng mạn" (Романс) - "Torero" (Тореро) - "Tiễn đưa" (Проводы) - "Salaspils" (Саласпилс) - "Chú chim xanh" (Синяя птица) - "Thời tiết là đây" (Вот это погода) - "Chạng vạng" (Сумерки) - "Vẻ đẹp kín đáo" (Неприметная красота) - "Ngạc nhiên" (Сюрприз) - "Xin đừng làm hỏng trái mận chim" (Не ломай черёмухи) - "Bạn không xinh đẹp" (Нет тебя прекрасней) - "Và tôi hát" (А я пою) - "Cô gái Di-gan" (Цыганочка) | Tuyển tập nhạc lưu trữ                                                                                      |
| TSMS-05CD/02 2002               | "Bài ca màu xanh" (Синий иней)                                                                  | - "Bài ca màu xanh" (Синяя песня, phối nhạc bởi A. Vasiliyev - A. Azitov) - "Tolstyy Karlson" (Толстый карлсон, nhạc J. Christie - lời I. Reznik) - "Ngày thứ bảy" (Суббота, sáng tác bởi nhóm nhạc) - "Cô gái Di-gan" (Цыганочка, phối nhạc bởi A. Vasiliyev) - "Xin đừng làm hỏng trái mận chim" (Не ломай черёмухи, A. Morozov - M. Ryabinin) - "Chạng vạng" (Сумерки, A. Vasiliyev - K. Ryzhov) - "Leningrad" (Ленинград, A. Vasiliyev - K. Golyakov) - "Miền Đông" (Восток, không rõ tác giả) - "Năm mươi" (Пятьдесят, nhạc A. Kondakov - lời không rõ tác giả) - "Thảo nguyên" (Степь, dân ca Nga) - "Chú chim xanh" (Синяя птица, phối nhạc bởi A. Vasiliyev, phiên bản gốc của "The Shadows") - "Nhìn trông" (Проводы, A. Kolker - K. Ryzhov) - "Những con đường" (Дороги, A. G. Novikov - L. Oshanin) - "Thời tiết là đây" (Вот это погода, nhạc A. Morozov - lời không rõ tác giả) - "Tôi yêu" (Люблю, Ya. Dubravin - V. Grin) - "Thành phố buổi chiều" ('Вечерний город, M. Tariverdyev) | Thu âm tại hãng "Petromiks" (Петромикс)                                                                     |
| TSMS-06CD/02 2002               | "Người ta gặp nhau" (Люди встречаются)                                                          | - "Người ta gặp nhau" (Люди встречаются, Havashi - O. Xhukov, Havashi) - "Bài ca người đạp xe" (Песенка велосипедистов, nhạc của "The Tremeloes", lời P. Vatnik, A. Viralayner, Yu. Notkin) - "Ngày chủ nhật" (Воскресный день, nhạc Daniel Boone - lời tiếng Nga M. Belyakov) - "Apache" (Аппачи, nhạc gốc của nhóm "The Ventures" (J.Jordan)) - "Đau buồn và rủi ro (Печаль-беда, Ye. Filippov) - "Julia" (Джулия, Dmitrov - V. Grin) - "Mười ngày" (Десять дней, E. Kuziner - M. Ryabinin) - "Những cánh buồm" (Паруса, nhạc gốc của Tremeloes) - "Có một anh chàng" (Жил один парень, Luzini - T. Tukhmanov), bản gốc C era un ragazzo của Gianni Morandi - "Bãi biển dưới ánh trăng" (Лунный берег, V. Ermolin) - "Chim sơn ca" (Соловей, dân ca Chile - lời tiếng Nga bởi Ya. Golyakov) - "Vẻ đẹp kín đáo" (Неприметная красота, A. Morozov - M. Ryabinin) - "Và tôi hát" (А я пою, A. Morozov - K. Ryzhov) - "Bạn mở lòng tới tôi" (Ты мне откройся, Ya. Dubravin - M. Ryabinin) - "Hai bước chân" (Два шага, E.Kuziner - V.Grin) - "Torero" (Торреро, nhạc gốc của The Shadows) - "Bài ca - đây là điều quan trọng, hỡi những người bạn của tôi !" (Песня — это главное, друзья!, Ya. Dubravin - C. Fogelson) | Thu âm tại hãng "Petromiks" (Петромикс)                                                                     |